# 横須賀市立大楠中学校
横須賀市立大楠中学校（よこすかしりつ おおぐすちゅうがっこう）とは、神奈川県横須賀市芦名にある市立中学校。

## 沿革
- 1947年（昭和22年） - 横須賀市立大楠小学校の敷地内に開校。
- 1964年（昭和39年） - 現在地に移転。

## 通学区域
- 荻野
- 長坂
- 佐島
- 佐島の丘
- 芦名
- 秋谷
- 子安
- 湘南国際村

## 進学前小学校
- 横須賀市立大楠小学校 - 全域
- 横須賀市立荻野小学校 - 荻野、長坂

## 交通
- 京浜急行バス 大楠芦名口バス停より徒歩7分

## 著名な出身者
- 宇内梨沙 - TBSアナウンサー
- オザワ部長 - 吹奏楽作家